# Bruckmühle (Gemeinde Aigen-Schlägl)

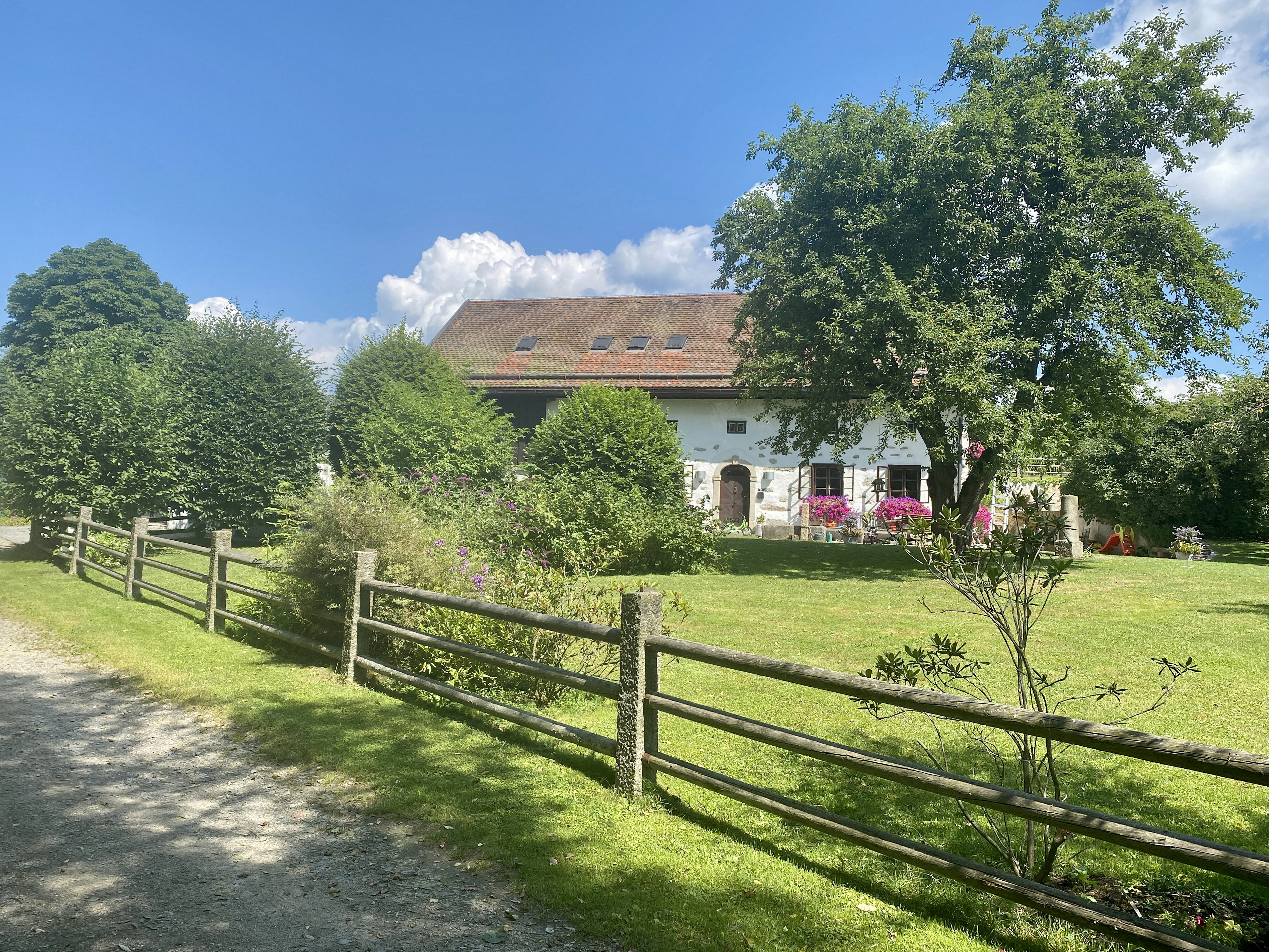
Bruckmühle

Die Bruckmühle ist eine ehemalige Mühle an der Großen Mühl und eine Ortslage in der Gemeinde Aigen-Schlägl im Bezirk Rohrbach in Oberösterreich.

## Lage und Umgebung

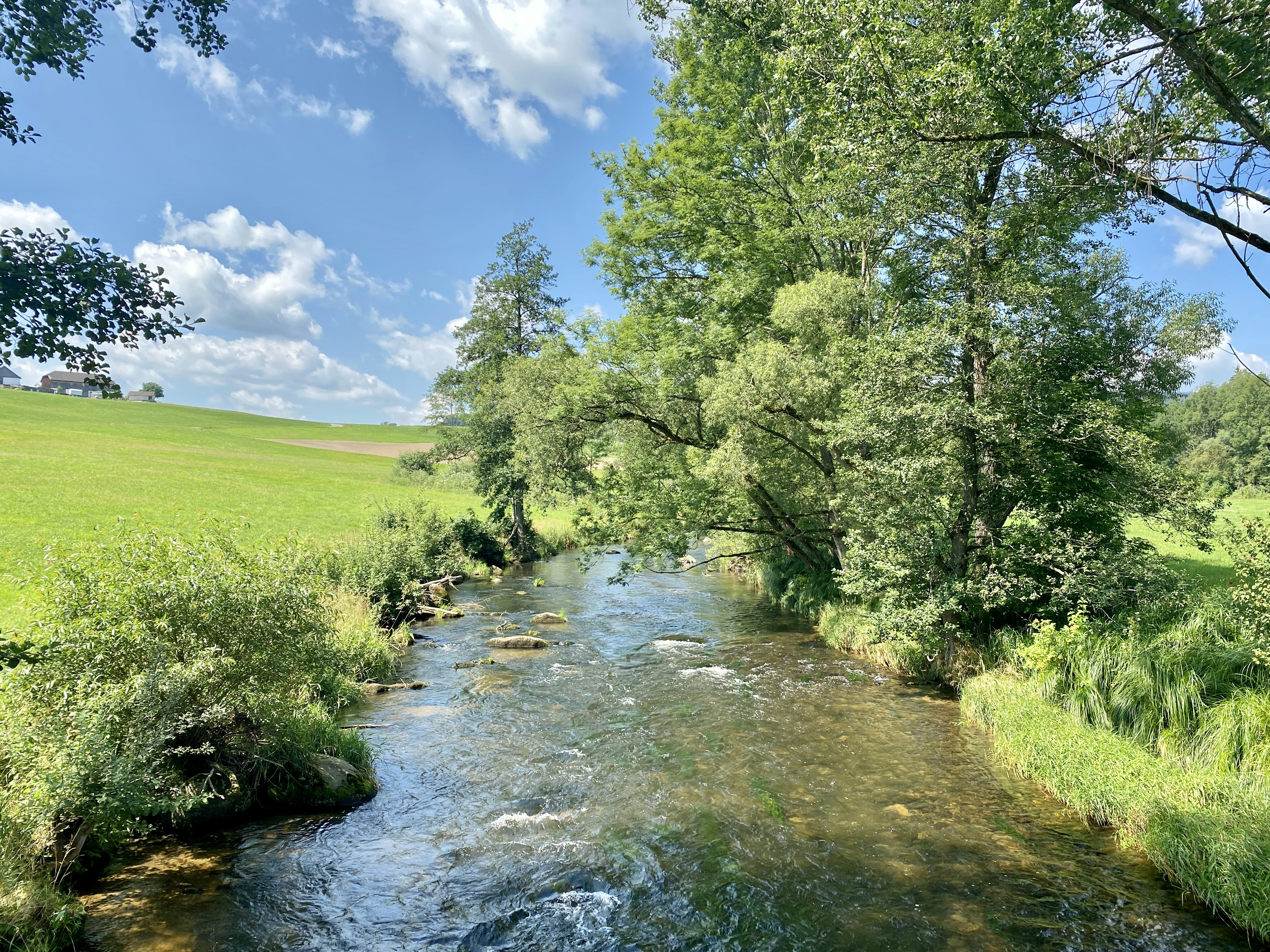
Große Mühl bei der Bruckmühle

Die Bruckmühle befindet sich am linken Ufer der Großen Mühl auf einer Höhe von 543 m ü. A.. Die Ortslage gehört zur Ortschaft Schlägl. Die nahegelegenen Bruckmühlteiche dienen der Fischzucht und werden vom Stift Schlägl verwaltet. Unmittelbar neben der Bruckmühle erstreckt sich das 9350 Hektar große Europaschutzgebiet Böhmerwald-Mühltäler. Der 8,2 km lange Wanderweg Schlägler Rundweg führt an den Gebäuden vorbei.

## Geschichte
Die ersten bekannten Eigentümer der Bruckmühle waren Andre Löffler und Sabina Löffler im Jahr 1619. Zu dieser Zeit verlief die alte Straße von Rohrbach nach Böhmen über die Bruckmühle und von dort aus weiter nach Baureith. Ab 1660 gehörte die Mühle Angehörigen der Familie Wöß, bis sie 1888 in den Besitz des Stiftes Schlägl kam. Sie umfasste drei Mahlgänge und eine Säge.
Spätestens Anfang der 1940er Jahre wurde das Mühlenhauptgebäude abgerissen. Das originale Inhäusl blieb stehen. In der Zeit des Nationalsozialismus wurde die Bruckmühle beschlagnahmt und kam in den Besitz des Reichsgaus Oberdonau. Sie wurde 1949 an das Stift Schlägl zurückgegeben, das sie verpachtete und noch im 20. Jahrhundert stark umbauen ließ.